# Dendrochirus bellus
Dendrochirus bellus är en fiskart som först beskrevs av Jordan och Hubbs 1925.  Dendrochirus bellus ingår i släktet Dendrochirus och familjen Scorpaenidae. Inga underarter finns listade i Catalogue of Life.